# グルカン 1,3-α-グルコシダーゼ
グルカン 1,3-α-グルコシダーゼ(Glucan 1,3-alpha-glucosidase, EC 3.2.1.84)は、系統名を3-α-D-グルカン 3-グルコヒドロラーゼ(3-alpha-D-glucan 3-glucohydrolase)という酵素である。他に、exo-1,3-alpha-glucanase, glucosidase II, 1,3-alpha-D-glucan 3-glucohydrolase等とも呼ばれる。以下の化学反応を触媒する。
1,3-α-D-グルカンの末端(1->3)-α-D-グルコシド結合を加水分解する。
この酵素は、ニゲランには作用しないが、ニゲロースにはいくらかの活性を持つ。